# ファブリシオ・デ・ソウザ
ファブリシオ・デ・ソウザ（Fabrício de Souza、1982年7月5日 - ）はブラジルサンタカタリーナ州インビチュバ出身の元サッカー選手（MF）。

## 経歴
少年時代からサッカーやフットサルをプレーしており（当時はFW）、13歳の時にウニオン・サン・ジョアンのジュニアユースに加入した際にプロを目指そうと考えるようになったと言う。ここではじめ攻撃的MFを務めるが、監督からボランチにコンバートされてはまったことから、その位置でプレーするようになる。
リオ州選手権での活躍が評価され、2001年に19歳で名門コリンチャンスに加入。当時の監督だったカルロス・アルベルト・パレイラに重用され、20歳そこそこでレギュラーに定着。本人も「一流の選手たちとコンビを組んで、多くを学んだ」と回想している。
コリンチャンスのタイトル獲得に貢献した活躍ぶりから「ドゥンガの再来」と称され、ブラジルのB代表でも3試合に出場して2002年W杯のフル代表の候補にも上がった。またコリンチャンスの低迷期も活躍した実績のある選手ではあるが、広告代理店のサポートを受けたコリンチャンスが同じポジションにハビエル・マスチェラーノを加入させるなどの大物選手補強のあおりを受け、また本人もブラジル国外でプレーすることを希望していたことから磐田のオファーを機会に来日。
2007年末、磐田との契約を2009年1月末へ延長した上でクルゼイロへレンタル移籍をしていたが、2009年シーズンより完全移籍となった。
2012年からサンパウロへ移籍。

## 所属クラブ
- 1998年 - 1999年  ウニオン・サンジョアンECユース
- 2000年 - 2001年  ウニオン・サンジョアンEC
- 2001年 - 2005年  SCコリンチャンス・パウリスタ
- 2006年 - 2008年  ジュビロ磐田
  - 2008年  クルゼイロEC (期限付き移籍)
- 2009年 - 2011年  クルゼイロEC
- 2012年 - 2014年  サンパウロFC
  - 2014年  CRヴァスコ・ダ・ガマ (期限付き移籍)
- 2015年  ジョインヴィレEC

## 個人成績
| 国内大会個人成績 | 国内大会個人成績         | 国内大会個人成績 | 国内大会個人成績 | 国内大会個人成績 | 国内大会個人成績 | 国内大会個人成績 | 国内大会個人成績 | 国内大会個人成績 | 国内大会個人成績 | 国内大会個人成績 | 国内大会個人成績 |
| 年度             | クラブ                   | 背番号           | リーグ           | リーグ戦         | リーグ戦         | リーグ杯         | リーグ杯         | オープン杯       | オープン杯       | 期間通算         | 期間通算         |
| 年度             | クラブ                   | 背番号           | リーグ           | 出場             | 得点             | 出場             | 得点             | 出場             | 得点             | 出場             | 得点             |
| ブラジル         | ブラジル                 | ブラジル         | ブラジル         | リーグ戦         | リーグ戦         | ブラジル杯       | ブラジル杯       | オープン杯       | オープン杯       | 期間通算         | 期間通算         |
| ---------------- | ------------------------ | ---------------- | ---------------- | ---------------- | ---------------- | ---------------- | ---------------- | ---------------- | ---------------- | ---------------- | ---------------- |
| 2000             | ウニオン・サン・ジョアン |                  |                  |                  |                  |                  |                  |                  |                  |                  |                  |
| 2001             | ウニオン・サン・ジョアン |                  |                  |                  |                  |                  |                  |                  |                  |                  |                  |
| 2001             | コリンチャンス           |                  |                  | 8                | 1                |                  |                  |                  |                  |                  |                  |
| 2002             | コリンチャンス           |                  |                  | 19               | 0                |                  |                  |                  |                  |                  |                  |
| 2003             | コリンチャンス           |                  |                  | 40               | 3                |                  |                  |                  |                  |                  |                  |
| 2004             | コリンチャンス           |                  |                  | 2                | 0                |                  |                  |                  |                  |                  |                  |
| 2005             | コリンチャンス           |                  |                  | 16               | 0                |                  |                  |                  |                  |                  |                  |
| 日本             | 日本                     | 日本             | 日本             | リーグ戦         | リーグ戦         | リーグ杯         | リーグ杯         | 天皇杯           | 天皇杯           | 期間通算         | 期間通算         |
| 2006             | 磐田                     | 25               | J1               | 31               | 4                | 7                | 1                | 3                | 0                | 41               | 5                |
| 2007             | 磐田                     | 25               | J1               | 25               | 2                | 4                | 0                | 1                | 0                | 30               | 2                |
| 通算             | ブラジル                 | ブラジル         |                  |                  |                  |                  |                  |                  |                  |                  |                  |
| 通算             | 日本                     | 日本             | J1               | 56               | 6                | 11               | 1                | 4                | 0                | 71               | 7                |
| 総通算           |                          |                  |                  |                  |                  |                  |                  |                  |                  |                  |                  |